# Llista de monuments des Mercadal
Llista de monuments des Mercadal catalogats pel consell insular de Menorca com a Béns d'Interès Cultural en la categoria de monuments pel seu interès històric, artístic, arquitectònic, arqueològic, històric-industrial, etnològic, social, científic o tècnic.
| Monument                                               | Tipus                                                     | Localització                                                    | Coordenades                                            | Codi?         | Imatge |
| ------------------------------------------------------ | --------------------------------------------------------- | --------------------------------------------------------------- | ------------------------------------------------------ | ------------- | --- |
| Torre d'Addaia, de Macaret o de Cala Molí              | BIC: ADD-A01 Arq. defensiva                               | Es Mercadal Port d'Addaia                                       | 40° 00′ 43″ N, 4° 12′ 04″ E / 40.0120056°N,4.2009917°E | RI-51-0008570 | Torre d'Addaia (es Mercadal) · Vegeu més fotos d'aquest monument · Carregueu una nova foto d'aquest monument                                       |
| Edificació fortificada de Cavalleria                   | BIC: CAV-A01 Arq. defensiva                               | Es Mercadal Cavalleria, ses Cases                               | 40° 03′ 00″ N, 4° 04′ 44″ E / 40.050091°N,4.07893°E    | RI-51-0008580 | Carregueu una nova foto d'aquest monument |
| Castell de Sant Antoni, fort baluardat de Fornells     | BIC: FLL-A01 Arq. defensiva 1625-1671 esfondrat el 1782   | Es Mercadal Port de Fornells                                    | 40° 03′ 26″ N, 4° 07′ 59″ E / 40.057361°N,4.133056°E   | RI-51-0008576 | Castell de Sant Antoni (es Mercadal) · Vegeu més fotos d'aquest monument · Carregueu una nova foto d'aquest monument                               |
| Recinte muradat baluardat de l'Illa de ses Sargantanes | BIC: IDS-A01 Arq. defensiva 1801-1802                     | Es Mercadal Illa de ses Sargantanes, Fornells                   | 40° 02′ 47″ N, 4° 08′ 12″ E / 40.04631°N,4.136631°E    | RI-51-0008574 | Recinte muradat de l'Illa de ses Sargantanes (es Mercadal) · Vegeu més fotos d'aquest monument · Carregueu una nova foto d'aquest monument         |
| Torre de defensa de l'Illa de ses Sargantanes          | BIC: IDS-A02 Arq. defensiva                               | Es Mercadal Illa de ses Sargantanes, Fornells                   | 40° 02′ 51″ N, 4° 08′ 11″ E / 40.047483°N,4.136403°E   | IDS-A02       | Torre de defensa de l'Illa de ses Sargantanes (es Mercadal) · Vegeu més fotos d'aquest monument · Carregueu una nova foto d'aquest monument        |
| Torre de Fornells, o des cap de Fornells               | BIC: SES-A01 Arq. defensiva 1799-1802                     | Es Mercadal Santa Agnès, Cap de Fornells, a l'entrada del port. | 40° 03′ 41″ N, 4° 07′ 50″ E / 40.061389°N,4.130556°E   | RI-51-0008577 | Torre de Fornells (es Mercadal) · Vegeu més fotos d'aquest monument · Carregueu una nova foto d'aquest monument                                    |
| Torre de Sanitja                                       | BIC: STE-A02 Arq. defensiva 1799-1802                     | Es Mercadal Santa Teresa, Sanitja                               | 40° 04′ 25″ N, 4° 05′ 02″ E / 40.07349°N,4.083934°E    | RI-51-0008578 | Torre de Sanitja (es Mercadal) · Vegeu més fotos d'aquest monument · Carregueu una nova foto d'aquest monument                                     |
| Talaia del Toro                                        | BIC: TOO-A01 Arq. defensiva i religiosa segles XVII-XVIII | Es Mercadal Cim de la muntanya del Toro                         | 39° 59′ 05″ N, 4° 06′ 48″ E / 39.984649°N,4.113432°E   | RI-51-0008575 | Talaia del Toro (es Mercadal) · Vegeu més fotos d'aquest monument · Carregueu una nova foto d'aquest monument                                      |
| Basílica paleocristiana des Molinet des Cap des Port   | BIC: MOC-01 Zona arqueològica visitable                   | Es Mercadal ES Molinet des Port                                 | 40° 01′ 15″ N, 4° 07′ 48″ E / 40.020864°N,4.129925°E   | RI-51-0003621 | Basílica paleocristiana des Molinet des Cap des Port (es Mercadal) · Vegeu més fotos d'aquest monument · Carregueu una nova foto d'aquest monument |
| Assentament del Port de Sanitja                        | BIC: STE-01 Zona arqueològica visitable                   | Es Mercadal Santa Teresa, Port de Sanitja                       | 40° 04′ 07″ N, 4° 05′ 24″ E / 40.068618°N,4.090064°E   | RI-55-0000746 | Assentament del Port de Sanitja (es Mercadal) · Vegeu més fotos d'aquest monument · Carregueu una nova foto d'aquest monument                      |
| Hipogeu de s'Albufera                                  | BIC: ABF-01 Monument prehistòric                          | Es Mercadal S'Albufera, cova dels Carboners                     |                                                        | ABF-01        | Carregueu una nova foto d'aquest monument |
| Hipogeus d'Addaia                                      | BIC: ADD-02 Monument prehistòric                          | Es Mercadal Addaia, es Clot des Verro                           | 39° 59′ 06″ N, 4° 12′ 13″ E / 39.985082°N,4.203713°E   | RI-51-0003600 | Carregueu una nova foto d'aquest monument |
| Restes d'Alcotx                                        | BIC: ALX-01 Monument prehistòric                          | Es Mercadal Alcotx, Jardí de ses Cases                          | 39° 58′ 28″ N, 4° 10′ 22″ E / 39.974431°N,4.172697°E   | RI-51-0003605 | Carregueu una nova foto d'aquest monument |
| Hipogeus de Binicreixent                               | BIC: BCX-01 Monument prehistòric                          | Es Mercadal Binicreixent, Carreró de sa tanca de s'Era          |                                                        | BCX-01        | Carregueu una nova foto d'aquest monument |
| Restes de Binidonairet                                 | BIC: BDT-02 Monument prehistòric                          | Es Mercadal Binidonairet, ses Cases                             |                                                        | BDT-02        | Carregueu una nova foto d'aquest monument |
| Pedrera de Binimel·là Nou                              | BIC: BMN-03 Monument prehistòric                          | Es Mercadal Binimel·là Nou, Platja                              |                                                        | BMN-03        | Carregueu una nova foto d'aquest monument |
| Hipogeu de ses Coves Velles                            | BIC: CVE-02 Monument prehistòric                          | Es Mercadal Ses Coves Velles, tanca de s'Era                    |                                                        | CVE-02        | Carregueu una nova foto d'aquest monument |
| Pedrera de punta de Cala Mica                          | BIC: FGN-03 Monument prehistòric                          | Es Mercadal Ferragut Nou, Bona Esperança de Cala Mica           |                                                        | FGN-03        | Carregueu una nova foto d'aquest monument |
| Hipogeu de Ferragut Nou                                | BIC: FGN-04 Monument prehistòric                          | Es Mercadal Ferragut Nou, ses Pedreres                          |                                                        | FGN-04        | Carregueu una nova foto d'aquest monument |
| Pedrera de punta Ferragut                              | BIC: FGN-05 Monument prehistòric                          | Es Mercadal Ferragut Nou, punta Ferragut                        |                                                        | FGN-05        | Carregueu una nova foto d'aquest monument |
| Cova de Son Moscard                                    | BIC: SMS-01 Monument prehistòric                          | Es Mercadal Son Moscard, sa Quintana                            |                                                        | SMS-01        | Carregueu una nova foto d'aquest monument |